# See's Candies

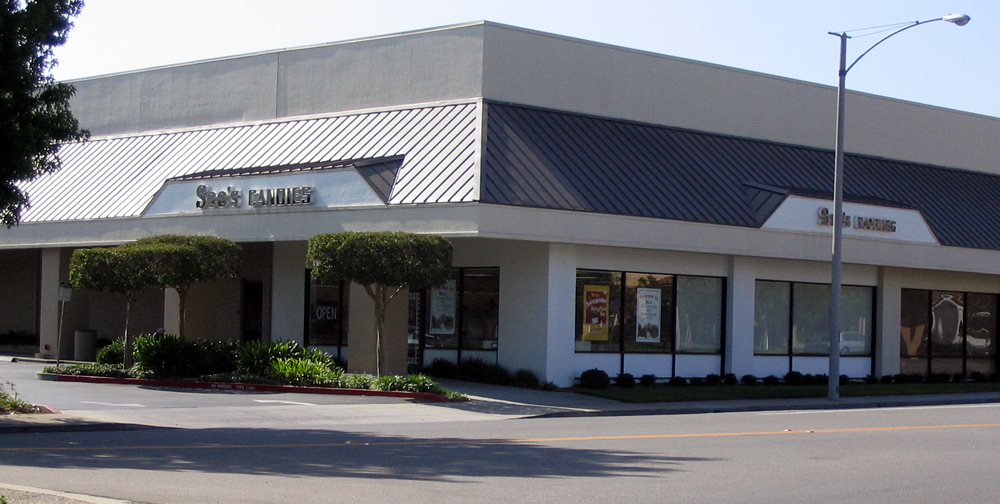
Tienda de See's Candies.

See's Candies es un fabricante y distribuidor de dulces, dedicado a especialidades del chocolate, en el oeste de Estados Unidos. Fue fundada por Charles See y su madre Mary See en Los Ángeles, California, en 1921. Su central se encuentra en South San Francisco. También cuenta con centrales de producción en Los Ángeles y una de distribución en Carson, también tienen sucursal en San Diego Fashion Valley Mall
El chocolate para los productos de See's Candies es suministrado por la Guittard Chocolate Company desde los años 1950, siendo pioneros en la distribución masiva de chocolate líquido en camiones cisterna en 1959.
La compañía es famosa por sus productos, disponibles solamente en tiendas de la propia compañía, así como algunas tiendas subsidiarias y en algunos aeropuertos californianos.
A finales de los años 1990, la compañía comenzó a tener presencia en internet, gracias a su página web.
El blanco y el negro son los colores distintivos de la empresa y de sus tiendas. Cuenta con sucursales de venta en Hong Kong, Japón y México. Actualmente forma parte de Berkshire Hathaway.